# Ariel Cozzoni
Ariel Osvaldo Cozzoni (né le 21 janvier 1964 à Rosario en Argentine) est un joueur de football argentin.

## Biographie
Cozzoni commence sa carrière professionnelle en 1985 avec les Newell's Old Boys. Il sera ensuite prêté à l'Instituto de Córdoba pour la saison 1988-1989, et retournera en 1990 aux Newell's avec qui il remportera le championnat 1990-1991. Il sera durant la  saison 90-91 le meilleur buteur de la Primera División Argentina avec 23 buts.
Après la saison 1991, il partira en France pour une saison jouer à l'OGC Nice comme c’est une grosse merguez il réussira pas donc il partira pour une autre saison au Mexique au Club Toluca avant de retourner au Newell's en 1993.
En 1994, Cozzoni rejoindra le Club Atlético Banfield, puis le quittera pour rejoindre le Central Córdoba en Primera B  où il jouera jusqu'à sa retraite en 1996.

## Palmarès
| Saison        | Équipe            | Titre                      |
| ------------- | ----------------- | -------------------------- |
| Apertura 1990 | Newell's Old Boys | Primera División Argentina |
| 1990-1991     | Newell's Old Boys | Primera División Argentina |